# Le manoir du diable
Le manoir du diable è un cortometraggio del 1896 diretto da Georges Méliès; fu considerato perduto fino al 1988 quando ne venne ritrovata una copia nel New Zealand Film Archive. Oltre a essere considerato il primo film horror grazie all'introduzione di temi tipici della letteratura gotica e dell'orrore che daranno vita a uno dei generi cinematografici più prosperi della storia, vi si vede per la prima volta nella storia la trasformazione di un pipistrello in uomo, elemento che diverrà un classico del genere.

## Trama
Un enorme pipistrello vola all'interno di un castello di epoca medioevale. Una volta all'interno, prima di trasformarsi in Mefistofele, il pipistrello girerà in cerchio lentamente agitando le sue mostruose ali. Dopo aver preparato un calderone, il demone incomincia a forgiare scheletri, fantasmi e streghe dalla ribollente miscela. Dopodiché un gruppo di suore con delle lenzuola in testa comincia a girare intorno, finché queste non si rannicchiano tutte quante e scompaiono senza motivo. Il cavaliere con la spada le guarda perplesso, saluta il pubblico e incontra uno strano individuo vestito di nero (il diavolo); gli mostra una croce di legno, lui si spaventa e perde lo scontro, indietreggiando.

## Produzione
L'unico membro del cast noto è Jeanne d'Alcy, che interpretò la parte della donna evocata da Mefistofele, mentre, per la parte di quest'ultimo, è stata avanzata l'ipotesi che fosse interpretato da Jules-Eugéne Legris che comparve poi in un altro film di Melies, Viaggio nella Luna, mentre le altri parti probabilmente vennero interpretate dallo stesso Melies.

## Distribuzione
Fu proiettato la prima volta il 24 dicembre 1896 al teatro Robert Houdin, al numero 8 del boulevard des Italiens, a Parigi.
Nel mondo anglosassone è anche conosciuto con altri altri titoli:
- The Haunted Castle
- The Devil's Manor
- Manor of the Devil
- The Manor of the Devil